# Hope Sandoval
Pour les articles homonymes, voir Sandoval.
Hope Sandoval est une auteure-chanteuse-compositrice américaine née le 24 juin 1966 à Los Angeles. Après avoir été la voix du groupe Mazzy Star durant les années 1990, elle fait aujourd'hui partie du groupe Hope Sandoval & the Warm Inventions.

## Biographie
Hope Sandoval est née le 24 juin 1966 à Los Angeles dans une famille mexicano-américaine. En 1986, avec une amie du lycée, elles forment un duo folk nommé Going Home.

## Autres collaborations
En 2000, après la séparation du groupe Mazzy Star, elle a formé un autre groupe avec Colm O'Ciosoig de My Bloody Valentine nommé Hope Sandoval & the Warm Inventions. Un disque a été produit en 2001 Bavarian Fruit Bread. 2009 a vu la sortie du deuxième album du groupe, Through the devil softly. Le troisième album du groupe Until The Hunter sortira le 4 novembre 2016. Il contient un duo avec Kurt Vile, Let Me Get There, paru en single le 23 septembre 2016.
Elle collabore avec Massive Attack sur le morceau Paradise Circus figurant sur Heligoland, album du groupe sorti en 2010. Elle renouvelle sa collaboration avec ce groupe en 2016 en chantant sur le titre The Spoils.
Elle a aussi prêté sa voix à d'autres groupes comme The Jesus and Mary Chain, Chemical Brothers (Asleep from Day), Death in Vegas et Bert Jansch.

## Discographie

### Mazzy Star
- She Hangs Brightly (1990)
- So Tonight That I Might See (1993)
- Among My Swan (1996)
- Seasons of Your Day (2013)

### Hope Sandoval and The Warm Inventions
- Bavarian Fruit Bread (2001)
- Through The Devil Softly (2009)
- Until The Hunter (2016)

## Liens
- Hope Sandoval official site
- Mazzy Star Boulevard fan site